# Zasłona niewiedzy

Symboliczne przedstawienie zasłony niewiedzy Rawlsa. Obywatele dokonujący wyborów dotyczących swojego społeczeństwa sprawiają, że stają się oni "oryginalną pozycją" równości i ignorancji (lewa), nie wiedząc, jaką będą mieli płeć, rasę, umiejętności, upodobania, bogactwo lub pozycję w społeczeństwie (prawa). Rawls twierdzi, że to gwarantuje, że wybiorą sprawiedliwe społeczeństwo.

Zasłona niewiedzy (ang. veil of ignorance) - pojęcie to związane jest z teorią o bezstronnej sprawiedliwości, której autorem jest John Rawls. Zasłona niewiedzy oznacza sytuację, gdy każda osoba ignoruje to, w jaki sposób różne opcje wyboru mogą wpłynąć na nią samą, nie wie, jaką rolę przyjdzie jej pełnić w społeczeństwie i decyduje tylko na podstawie ogólnych charakterystyk. 
„Ktoś, kto nie wiedziałby, czy sam jest pracodawcą czy pracobiorcą, człowiekiem zamożnym czy ubogim, z wysokimi czy z niskimi kwalifikacjami zawodowymi, energicznym i utalentowanym czy pozbawionym tych zalet, i tak dalej, we własnym interesie nie podejmowałby stronniczych decyzji, na przykład, w sprawie zasad dystrybucji i redystrybucji dochodów; gdyby przy tym posiadał wiedzę ogólną, pozwalającą mu przewidzieć społeczne konsekwencje rozmaitych alternatywnych decyzji, podejmowałby je (również we własnym interesie) nie tylko bezstronnie, ale i kompetentnie.”
Zasłona niewiedzy dotyczy w szczególności braku informacji na następujące tematy:
- obecne i przyszłe miejsce w społeczeństwie, pozycja klasowa i status społeczny
- podział indywidualnego bogactwa oraz naturalnych zdolności (siła, inteligencja)
- własne preferencje jednostki, zwłaszcza postawa wobec ryzyka
- inne sytuacje takie jak sytuacja polityczna i gospodarcza, przynależność do grupy wiekowej

Zasłona niewiedzy wyklucza tworzenie koalicji przez osoby zawierające umowę społeczną, gwarantuje całkowitą bezstronność.